# Гербурт, Ян
Ян Гербурт (пол. Jan Herburt, род. около 1524 в Фельштыне (теперь — Скеливка) — ум. 1578, там же) — польский историк, гуманист, писатель, дипломат, юрист, кастелян Санокский, староста Пшемысльский и Санокский (1572, 1573).

## Биография
Ян Гербурт происходил из польского дворянского магнатского рода (герба Гербуртов). Состоял в родстве с Петром Кмитой. Брат — Станислава Гербурта, каштеляна перемышльского и львовского и воеводы русского и подольского Николая Гербурта.
Ян Гербурт изучал право в Ягеллонском университете в Кракове, затем продолжил обучение философии и праву в Лёвене в Бельгии и Германии. Вернувшись на родину, Ян Гербурт был назначен секретарём короля Сигизмунда II Августа, а затем — подкоморием Перемышля, кастеляном Санока, позднее — старостой Перемышльским, мостиским и медыкским.
Ян Гербурт преподавал право в Краковском университете.
После смерти короля Сигизмунда Августа Ян Гербурт был направлен во Францию послом ко двору новоизбранного короля Генриха III Валуа.
В 1573 году Ян Гербурт принял активное участие в разработке резолюции Варшавской конфедерации о религиозном мире и правах религиозных групп в Речи Посполитой, был одним из редакторов так называемых Генриковых артикулов.
В период бесцарствия в Польше в 1574 году Ян Гербурт, будучи последователем идей Яна Замойского, был сторонником избрания на трон императора Священной Римской империи Максимилиана II, а затем Стефана Батория.
Во время правления Батория, дипломат Ян Гербурт принял участие в переговорах о заключении союза между Швецией и Речью Посполитой для совместного нападения на Россию (1579—1580).
Ян Гербурт имел 3-х сыновей : Яна Щенсного, Каспера Шимона (краковского каноника) и Кшиштофа, а также 3 дочерей: Ядвигу , Барбару и Эльжбету.

## Творческая деятельность
Ян Гербурт является автором ряда работ на религиозную тему. В своем догматически-полемическом произведении на латыни «Locorum de fide communium» он выступал в защиту католической веры перед протестантизмом. По просьбе коронного канцлера Яна Осецкого Ян Гербурт составил алфавитный свод польских законов.
Ян Гербурт написал Историю Польши до 1548 г. и многие сочинения на дипломатическую тему.

## Избранные труды
- Joannes Herbertus de Fulstin, Chronica sive historiae Polonicae compendiosa, Basileae, 1571,
- Historiа Polski (лат.)
- Histoire des roys et princes de Poloigne, composée en latin et divisée en XX livres par, Jean Herburt de Fulstin, Traduite de latin en françois [par Fr. Bauduin], Paris, P. L’Huilier, 1573)(фр.)
- Statuta Regni Poloniae (лат.)

## Ссылка
- Ян Гербурт